# Resolució 1842 del Consell de Seguretat de les Nacions Unides
La Resolució 1842 del Consell de Seguretat de les Nacions Unides fou adoptada per unanimitat el 29 d'octubre de 2008. Després de recordar les resolucions anteriors sobre la situació a Costa d'Ivori, el Consell ha renovat l'embargament d'armes i la prohibició del comerç de diamants a Costa d'Ivori, així com sancions específiques de restricció de viatge que amenaçaven el procés de pau al país de l'Àfrica Occidental, durant un any més.
El Consell també va manifestar que revisaria aquestes mesures després de la celebració eleccions presidencials lliures i imparcials i altres avenços aconseguits en la implementació de passos clau de l'acord de Ouagadougou, que va acabar amb la Primera Guerra Civil de Costa d'Ivori, que havia dividit el país entre el nord, controlat pels rebels, i el sud, controlat pel govern, des del 2002, i que estava disposat a imposar sancions contra tots aquells que amenacin el procés de reconciliació i els drets humans.
El Consell va reiterar la seva exigència que totes les parts de Costa d'Ivori proporcionessin accés sense restriccions al Grup d'Experts establert per vigilar les sancions. Va instar a totes les parts de Costa d'Ivori a que col·laboressin més activament amb el Grup d'Experts, que els proporcionés la informació i la documentació sol·licitada. També va demanar al Secretari General que comuniqués al Consell de Seguretat, a través del seu comitè de sancions, la informació recollida per l'Operació de les Nacions Unides a Coste d'Ivori (UNOCI) i, si fos possible, revisada pel Grup d'Experts, sobre el subministrament d'armes i material al país.